# バレーボールボツワナ男子代表
バレーボールボツワナ男子代表は、バレーボールの国際大会で編成されるボツワナの男子バレーボールナショナルチームである。
1988年に国際バレーボール連盟へ加盟。

## 過去の成績

### オリンピックの成績
- 出場なし

### 世界選手権の成績
- 2006年 - アフリカ予選敗退
- 2010年 - アフリカ予選敗退

### アフリカ選手権の成績
- 1993年 - 10位
- 1997年 - 8位
- 2005年 - 9位
- 2007年 - 7位
- 2009年 - 8位